# Stachylina tianensis
Stachylina tianensis är en svampart som beskrevs av J. Wang, S. Xu & Strongman 2010. Stachylina tianensis ingår i släktet Stachylina och familjen Harpellaceae.   Inga underarter finns listade i Catalogue of Life.